# Pink Friday
Pink Friday to debiutancki album raperki Nicki Minaj wydany 19 listopada 2010 roku przez wytwórnie: Young Money Entertainment, Cash Money Records, Universal Motown. Album przed premierą był promowany singlami "Your Love" oraz "Right Thru Me". Edycja deluxe albumu zawiera trzy dodatkowe utwory.

## Produkcja
Po ostrej walce, wytwórnia Young Money Entertainment ogłosiła 31 sierpnia 2010 roku, że album Minaj zostanie wydany z jej pełnymi prawami (tzw. (ang. 360 deal). Nagrywanie i próbne wydanie miało nastąpić w 2009 roku, kiedy to singlem przewodnim miał być utwór "Married In The Club". Plany zostały jednak anulowane przez samą zainteresowaną. Minaj wyjaśniła swoją decyzję w wywiadzie dla MTV w lutym 2010 roku:
"Mam piosenki, które w obecnym momencie mojej pracy nie są odzwierciedleniem mnie samej i tego gdzie jestem muzycznie. Chcę zacząć od nowa, mam natomiast singiel, który na pewno się ukaże."
3 sierpnia 2010 Minaj ujawniła, że album będzie nosił nazwę "Pink Friday". 15 października tego samego roku zaprezentowała również jego okładkę.

## Promocja
17 czerwca 2010 do internetu wyciekły zdjęcia promocyjne albumu, na których Minaj wcieliła się między innymi w rolę ninja w pomarańczowej peruce. 8 lipca tego samego roku artystka ogłosiła na portalu Twitter, że prawdopodobna data premiery to 23 listopada 2010 roku. Album został jednak wydany 4 dni wcześniej.

### Single
- "Massive Attack" z gościnnym udziałem Seana Garretta został wydany jako singiel cyfrowy 13 kwietnia 2010 roku. Utwór uplasował się m.in. na pozycji 75. na liście Hot R&B/Hip-Hop Songs. "Massive Attack" został początkowo ogłoszony singlem przewodnim albumu, lecz z powodu zajęcia niskich pozycji na listach muzycznych Minaj postanowiła zrezygnować z jego promocji. Utwór został również odrzucony z ostatecznej listy piosenek zawartych na albumie[16].
- "Your Love" został oficjalnie wydany w Stanach Zjednoczonych 1 czerwca 2010 roku, jako pierwszy singiel z albumu. W Wielkiej Brytanii utwór wydany został miesiąc później. Utwór zajął miejsce 14. na liście Billboard Hot 100 i 5. na liście Hot R&B/Hip-Hop Songs[17].
- "Right Thru Me" został wydany jako drugi singiel z albumu 24 września 2010 roku. Utwór oficjalnie zadebiutował w radiu 5 października, a teledysk wyreżyserowany przez Diane Martel ujrzał światło dzienne 27 października 2010 roku[18][19].
- "Moment 4 Life" to trzeci singiel promujący album. Zawiera on gościnny udział amerykańskiego rapera Drake'a. Został wydany 7 grudnia 2010 roku, tego samego dnia również zadebiutował w stacjach radiowych[20].
- "Check It Out!" został wydany jako wspólny singiel Minaj i członka zespołu The Black Eyed Peas, will.i.ama. Utwór uplasował się na pozycji 24. notowania Billboard Hot 100. Teledysk do tego utworu miał premierę 25 października 2010 roku[21].
- "Roman's Revenge" z udziałem Eminema był singlem promocyjnym wydanym jedynie w serwisie iTunes. Utwór miał premierę 30 października 2010 roku[22].
- "Fly" z gościnnym udziałem barbadoskiej piosenkarki Rihanny został wybrany przez Minaj jako kolejny singiel. Do piosenki powstał teledysk[23].

## Lista utworów
Oficjalna lista utworów została ogłoszona przez MTV i umieszczona w sklepie iTunes 30 października 2010 roku.
| Nr  | Tytuł                                         | Autorzy tekstów                                                                | Producenci                | Czas |
| --- | --------------------------------------------- | ------------------------------------------------------------------------------ | ------------------------- | ---- |
| 1.  | "I'm The Best"                                | Onika Maraj, Daniel Johnson                                                    | Kane Beatz                | 3:37 |
| 2.  | "Roman's Revenge" (featuring Eminem)          | Kaseem Dean, Marshall Mathers, T. Smith, Maraj                                 | Swizz Beatz               | 4:38 |
| 3.  | "Did It on 'em"                               | Shondrae Crawford, J. Ellington, Maraj, Samuels                                | Bangladesh                | 3:32 |
| 4.  | "Right thru Me"                               | Stephen Hacker, Maraj, Joe Satriani, Andrew Theilk                             | Drew Money                | 3:56 |
| 5.  | "Fly" (featuring Rihanna)                     | Kevin Hissink, W. Jordan, Maraj, Jonathan Rotem, Clemm Rishad                  | J.R. Rotem; Kevin Hissink | 3:32 |
| 6.  | "Save Me"                                     | Warren Felder, Maraj, Pop Wansel                                               | Oak, Papa Justifi         | 3:05 |
| 7.  | "Moment 4 Life" (featuring Drake)             | Aubrey Graham, O. Maraj, N. Seetheram, Tyler Williams                          | T-Minus                   | 4:39 |
| 8.  | "Check It Out" (featuring will.i.am)          | William Adams, James Brown, Geoffrey Downes, Trevor Horn, Maraj, Bruce Woolley | will.i.am, Ammo           | 4:11 |
| 9.  | "Blazin" (featuring Kanye West)               | Maraj, Kanye West                                                              | Drew Money                | 5:02 |
| 10. | "Here I Am"                                   | John B, Dean, Maraj, Robbie Bronnimann                                         | Swizz Beatz, John B       | 2:55 |
| 11. | "Dear Old Nicki"                              | Johnson, Maraj                                                                 | Kane Beatz                | 3:53 |
| 12. | "Your Love"                                   | David Freeman, Maraj, Joseph Hughes, Wansel                                    | Oak, Papa Justifi         | 4:05 |
| 13. | "Last Chance" (featuring Natasha Bedingfield) | Natasha Bedingfield, Maraj, Theilk                                             | Drew Money                | 3:51 |

### Utwory Bonusowe

#### Deluxe Edition bonus tracks[25]
| Nr  | Tytuł          | Autorzy tekstów                                                                                               | Producenci            | Czas |
| --- | -------------- | --- | --------------------- | ---- |
| 14. | "Super Bass"   | Johnson, Maraj, Ester Dean                                                                                    | Kane Beatz            | 3:20 |
| 15. | "Blow Ya Mind" | Brandon Hollemon, Steven Mitchell, Onika Maraj, Larry Nacht, Safaree Samuels, Danny Schofield, Winston Thomas | The BlackOut Movement | 3:41 |
| 16. | "Muny"         | Onika Maraj, Warren Felder & Andrew Wansel                                                                    | Oak, Papa Justifi     | 3:47 |

#### iTunes Storedeluxe edition bonus track[26]
| Nr  | Tytuł                      | Autorzy tekstów                                                                                | Producenci | Czas |
| --- | -------------------------- | ---------------------------------------------------------------------------------------------- | ---------- | ---- |
| 17. | "Girls Fall Like Dominoes" | Cleveland Browne, Rotem, Maraj, Greville Gordon, Wylcliffe Johnson, Milo Cordell, Robbie Furze | J.R. Rotem | 3:44 |

#### Best Buy deluxe edition bonus tracks[27]
| Nr  | Tytuł          | Autorzy tekstów    | Producenci  | Czas |
| --- | -------------- | ------------------ | ----------- | ---- |
| 18. | "Wave Ya Hand" | Maraj, Kaseem Dean | Swizz Beatz | 3:00 |
| 19. | "Catch Me"     | Maraj, Kaseem Dean | Swizz Beatz | 3:56 |

## Notowania i certyfikaty
| Listy (2010)                       | Najwyższa pozycja |
| ---------------------------------- | ----------------- |
| Canadian Album Chart               | 8                 |
| Australian ARIA Urban Album Charts | 12                |
| Irish Albums Chart                 | 45                |
| UK Albums Chart                    | 34                |
| US Billboard 200                   | 1                 |
| US Billboard R&B/Hip-Hop Albums    | 1                 |
| Us Billboard Rap Albums            | 1                 |

| Kraj              | Nazwa | Status  |
| ----------------- | ----- | ------- |
| Stany Zjednoczone | RIAA  | Platyna |

## Historia wydania
| Państwo           | Data              | Wytwórnia                                 | Format               |
| ----------------- | ----------------- | ----------------------------------------- | -------------------- |
| Niemcy            | 19 listopada 2010 | Universal Music                           | CD                   |
| Irlandia          | 19 listopada 2010 | Universal Music                           | CD                   |
| Kanada            | 22 listopada 2010 | Universal Music                           | CD, Digital Download |
| Francja           | 22 listopada 2010 | Universal Music                           | CD                   |
| Wielka Brytania   | 22 listopada 2010 | Universal Island                          | CD                   |
| Stany Zjednoczone | 22 listopada 2010 | Young Money, Cash Money, Universal Motown | CD, Digital Download |